# 赤湯町
赤湯町（あかゆまち）は山形県東置賜郡にあった町。現在の南陽市南東部にあたる。本項では町制前の名称である赤湯村（あかゆむら）についても述べる。

## 地理
- 山：秋葉山、高戸山、高ツムジ山、大洞山、鍋石山、高岡山
- 河川：最上川

## 歴史
- 1889年（明治22年）4月1日 - 町村制の施行により、赤湯村、二色根村、椚塚村、長岡村、三間通村、俎柳村および蒲生田村の一部(上野)[1]の区域をもって赤湯村が発足。
- 1895年（明治28年）12月12日 - 赤湯村が町制施行して赤湯町となる。
- 1955年（昭和30年）6月10日 - 中川村と合併し、改めて赤湯町が発足。
- 1957年（昭和32年）
  - 1月1日 - 大字中山が上山市に編入。
  - 4月1日 - 高畠町大橋地区と石岡地区の一部を編入。
- 1967年（昭和42年）4月1日 - 宮内町・和郷村と合併して南陽市が発足。同日赤湯町廃止。

## 交通

### 鉄道路線
- 日本国有鉄道
  - 奥羽本線
    - 中川駅

上記のほか、町域を長井線（現・山形鉄道フラワー長井線）が通過したが、駅は所在しなかった。旧町域に所在する南陽市役所駅は当時は未開業。また、赤湯駅は隣接する和郷村に所在した。

### 道路
- 一般国道
  - 国道13号（板谷街道）
  - 国道113号（小国街道・板谷街道[注 1]）
- その他
  - 七ヶ宿街道（現・国道113号）[注 2]

## 出身・ゆかりのある人物
- 結城豊太郎 - 大蔵大臣、日銀総裁